# Domenico Bellizzi
Domenico Bellizzi, född 1918, död 1989 (i en bilolycka), även känd under sin albanskstilade pseudonym Vorea Ujko, var en arberesjisk (albansk) författare från Kalabrien i Italien.
Han har arbetat som lärare och var även präst. Han har utgett böcker och även bidragit i antologier.